# Ялівщина

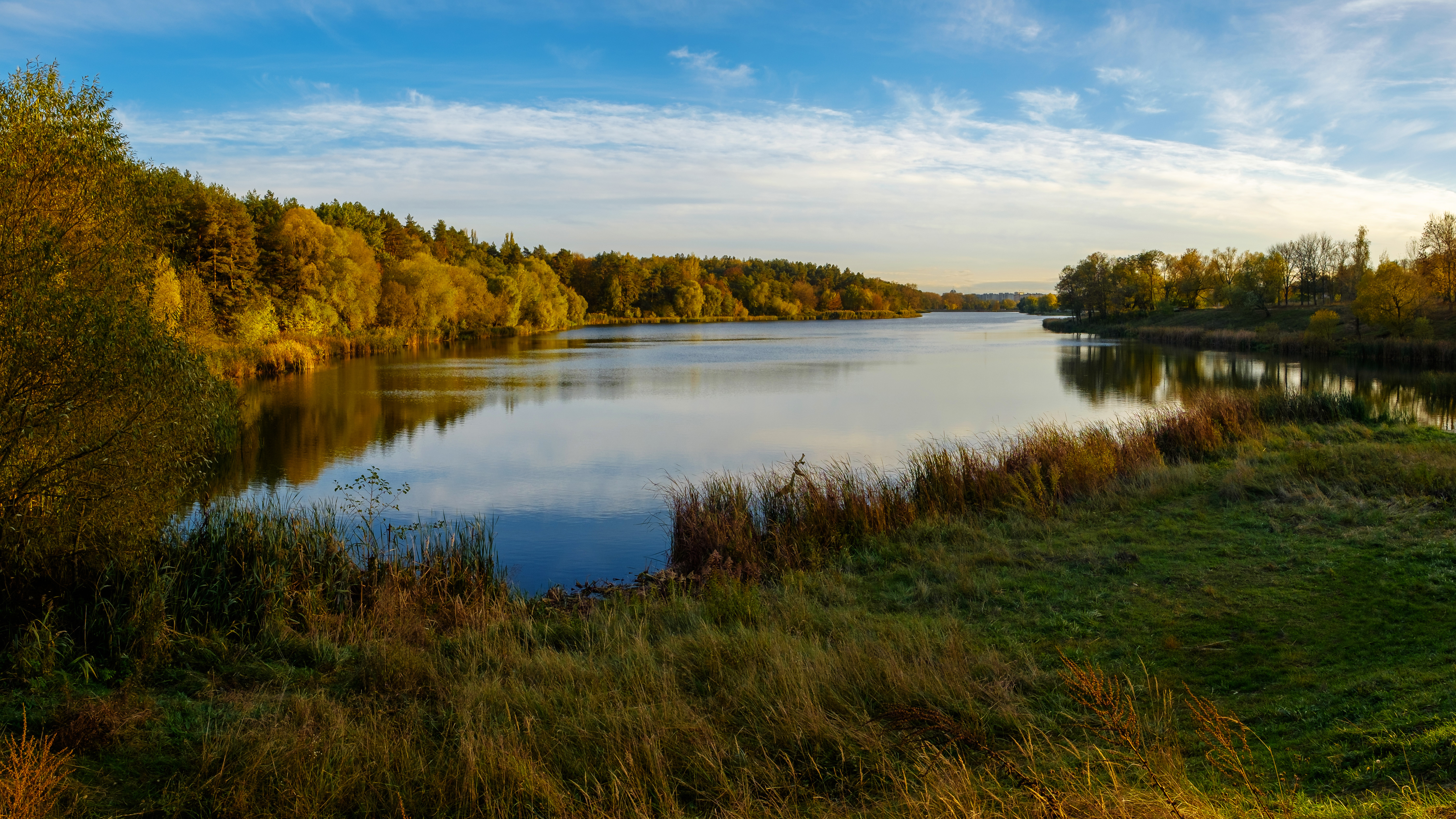
Ялівщина восени

Ялівщина — історична місцевість у північно-східній частині міста Чернігова (Деснянський район). 
Назву місцевість одержала від прізвища власника млина на річці Стрижні райця В. Ф. Яловицького (право на володіння млином йому було підтверджено універсалом гетьмана Дем'яна Многогрішного від 13 червня 1672 року).
У 1880 році, коли в Чернігові почалося будівництва Чернігівського водогону, в центрі міста було споруджено водонапірну башту, а на Ялівщині — насосну станцію для подачі води з артезіанських свердловин. 
У 1890-х роках на Ялівщині висаджені верес, сосну, ялину, іргу, черемху та інші дерева та кущі. Особливо багато для озеленення зробив член міської думи В. В. Нерода.
Після Другої світової війни радгосп «Деснянський» висадив у Ялівщині фруктові дерева, а також липу, березу, тополю, білу акацію тощо. 
Парк на території Ялівщини — пам'ятка садово-паркового мистецтва (з 1972 року). Його площа становила 83 га. Розпочато реконструкцію зелених насаджень уздовж берегів річки Стрижня. 2014 року утворено Регіональний ландшафтний парк «Ялівщина». 
На території Ялівщини виявлено поселення епохи бронзи (2 тис. до н. е.), раннього заліза (7-4 ст. до н. е.), київського типу (ІІІ—V ст.ст.), а також волинцівсько-київське (VIII—ІХ ст.ст.) і давньоруське (ІХ—ХІІІ ст.ст.).

## Галерея

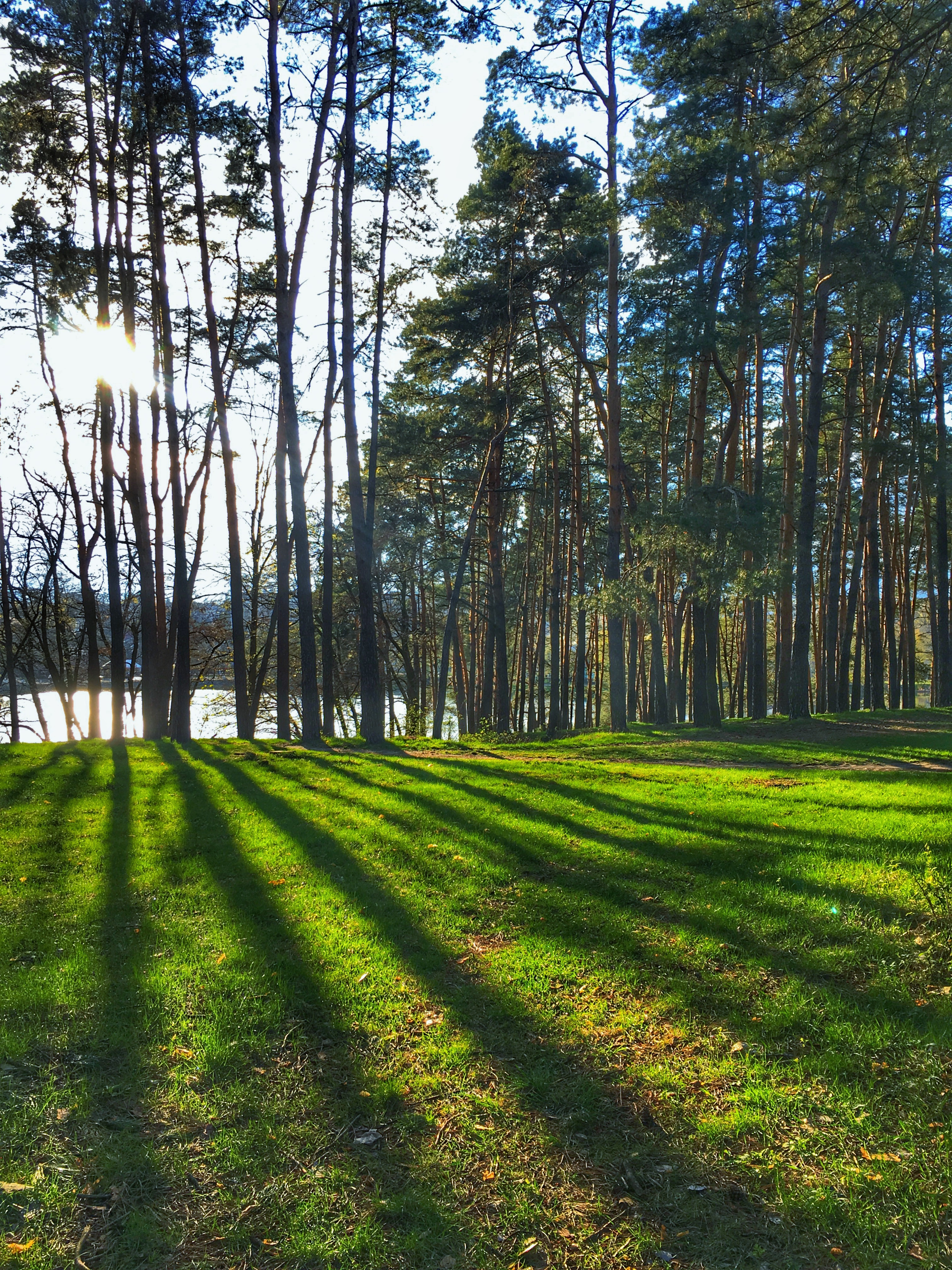
Ліс у парку
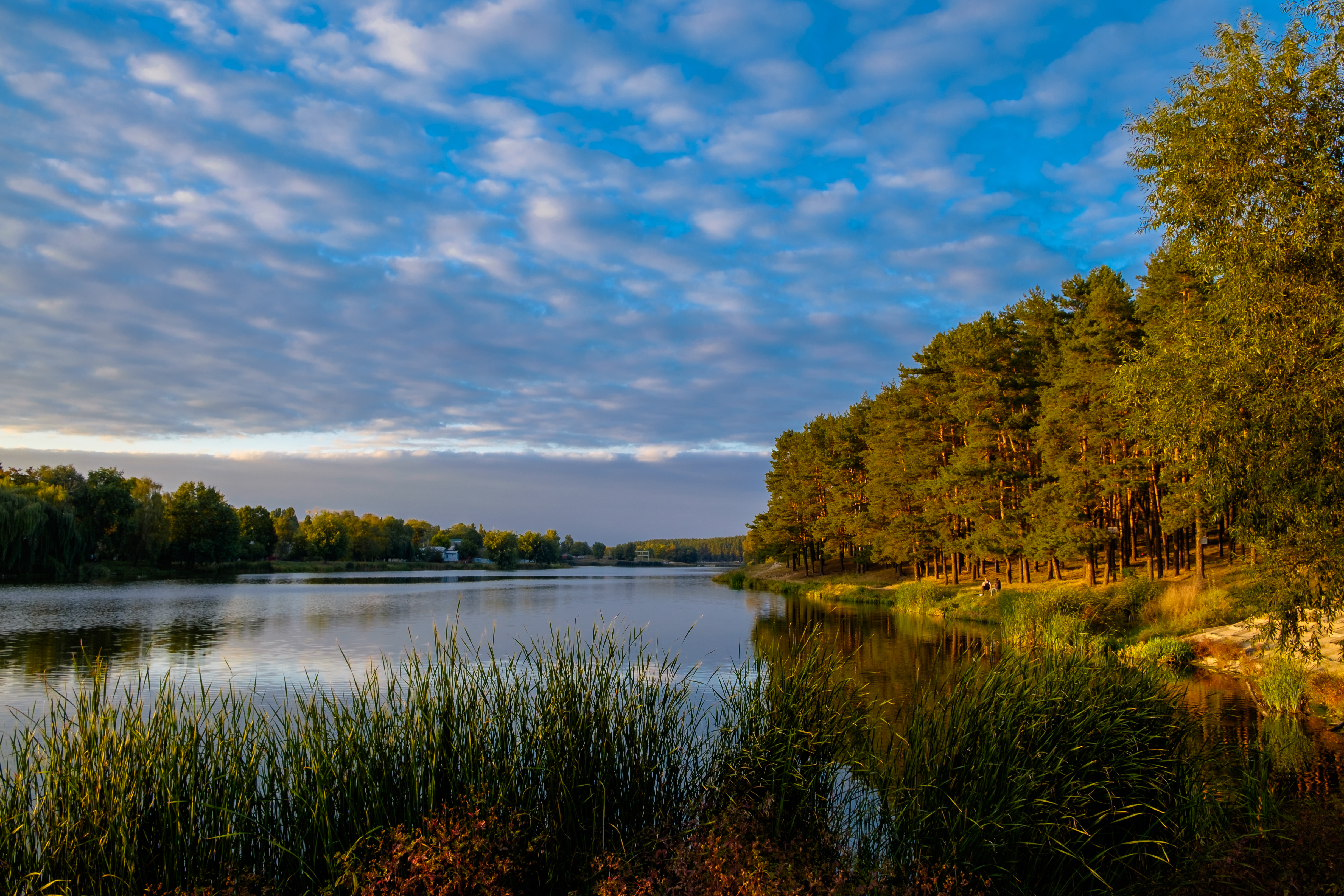
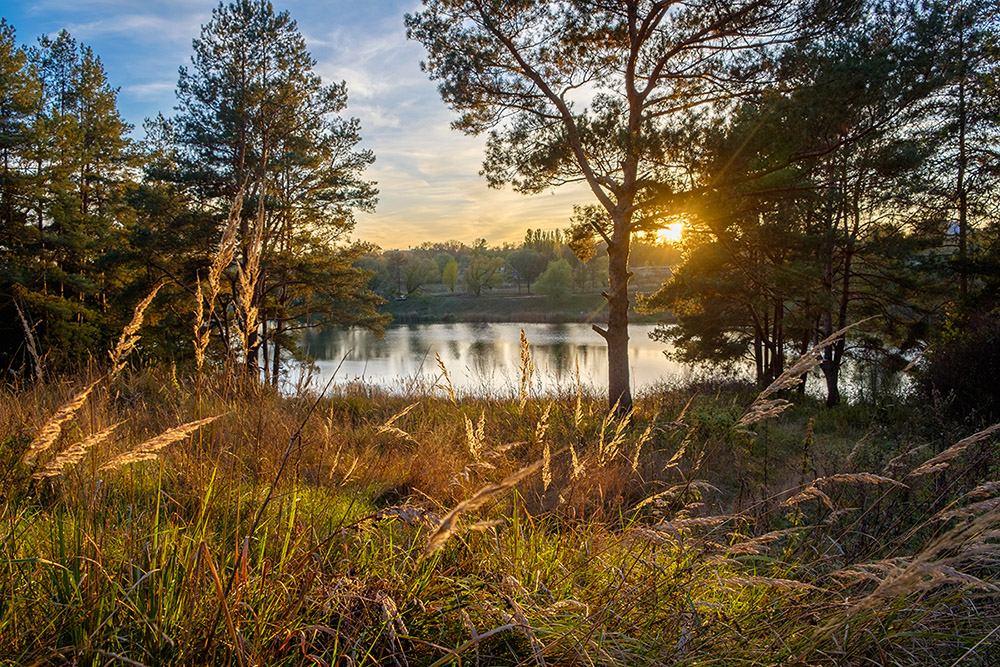
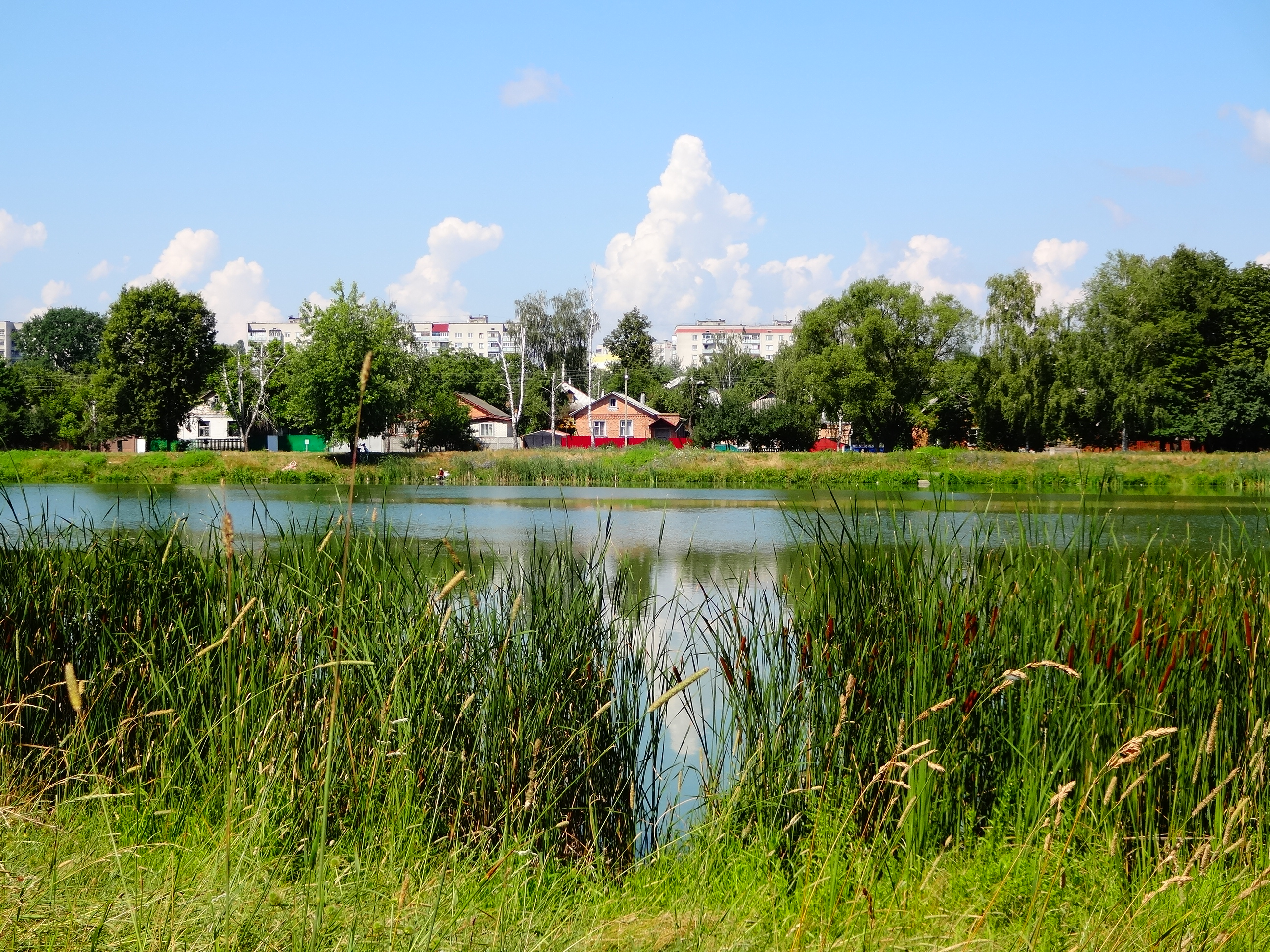
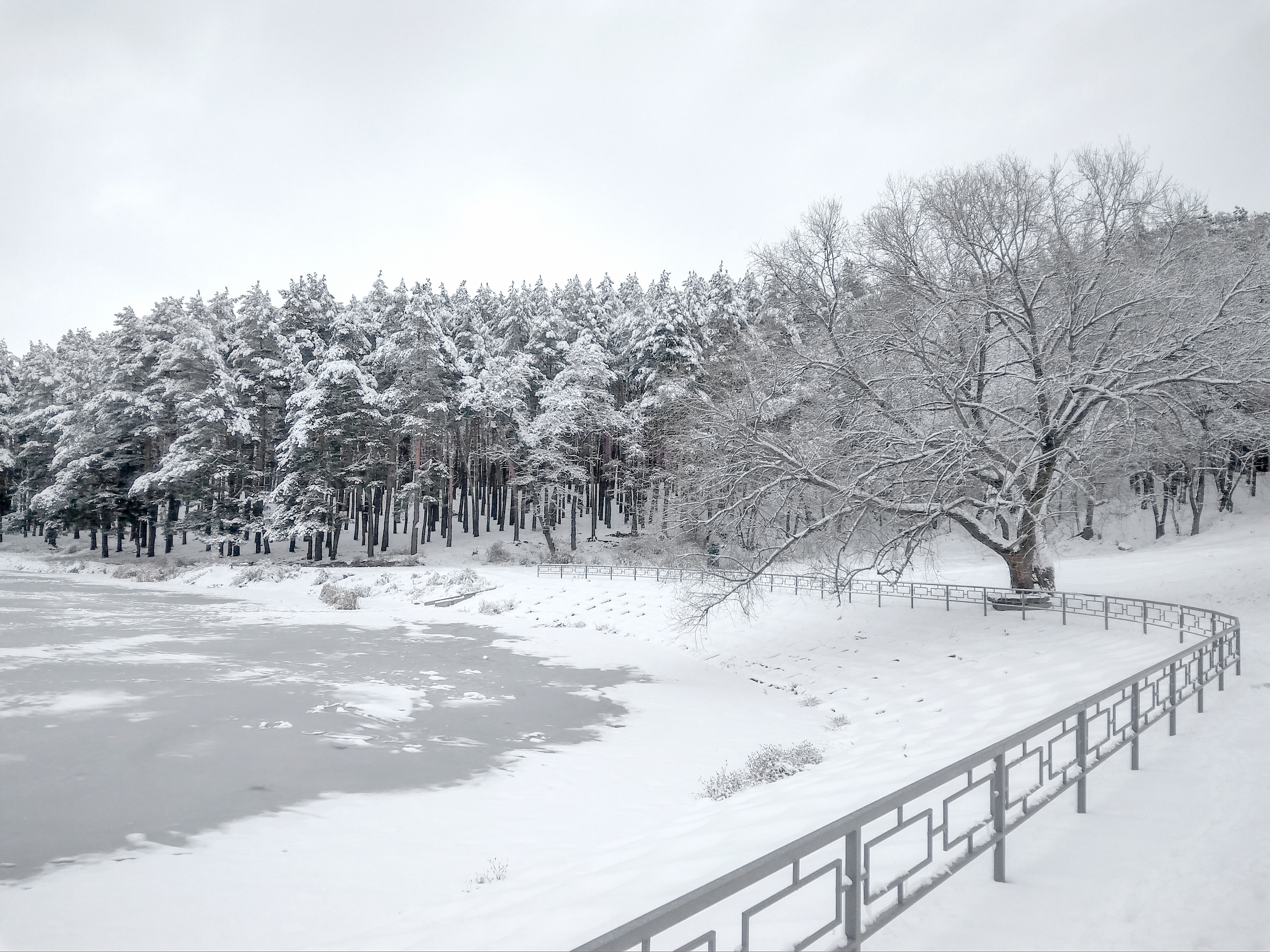
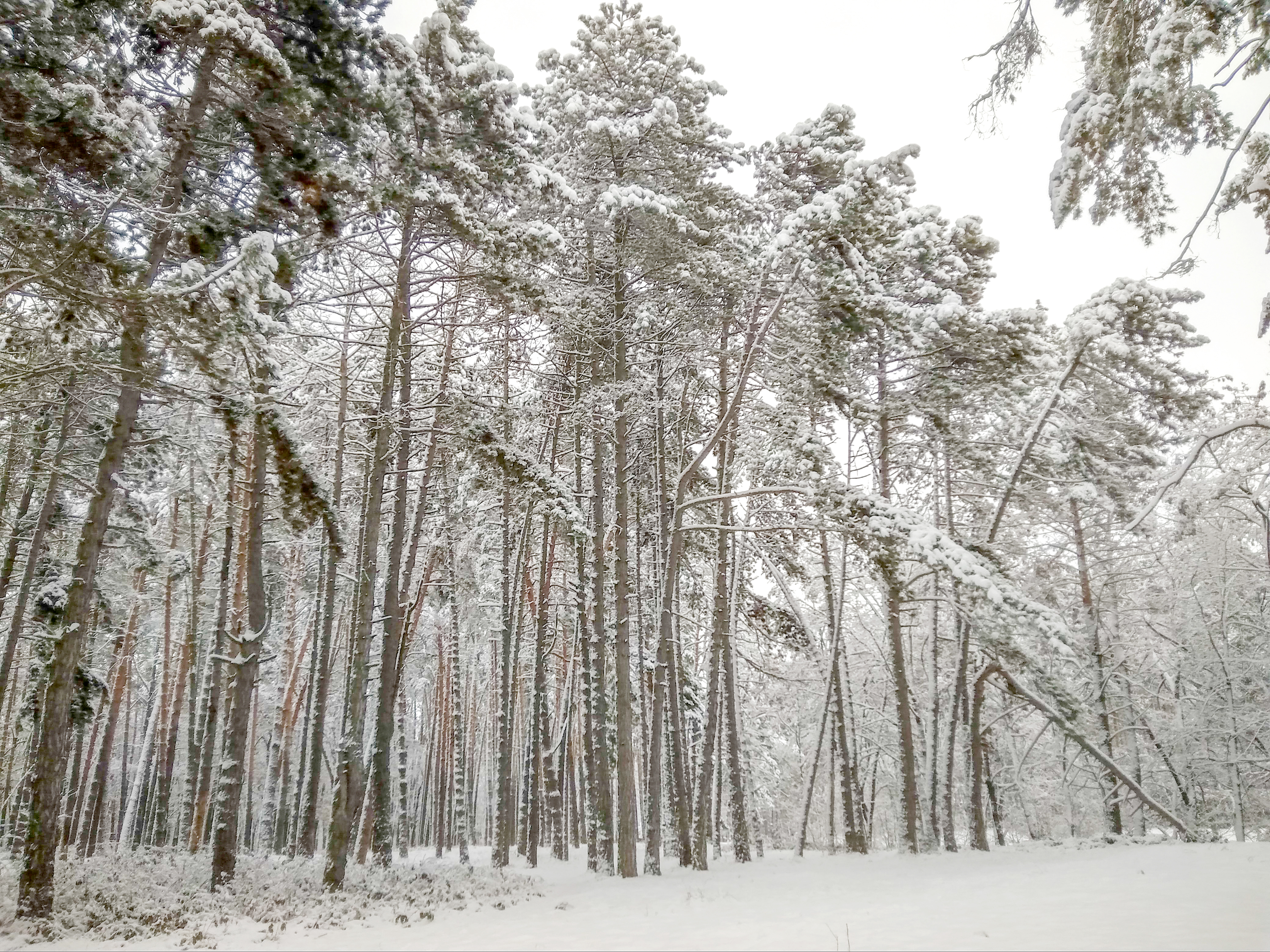